# Boarmia caumata
Boarmia caumata är en fjärilsart som beskrevs av William Schaus 1901. Boarmia caumata ingår i släktet Boarmia och familjen mätare. Inga underarter finns listade i Catalogue of Life.